# Pyrausta coracinalis
Pyrausta coracinalis is een vlinder van de familie van de grasmotten (Crambidae). De wetenschappelijke naam van deze soort is voor het eerst voorgesteld door Patrice Leraut in een publicatie uit 1982.
De soort komt voor in Midden- en Zuid-Europa waaronder Duitsland, Frankrijk, Zwitserland, Liechtenstein, Oostenrijk, Spanje, Italië, Hongarije, Slovenië, Kroatië, Bosnië & Herzegovina, Servië, Montenegro, Albanië, Roemenië, Bulgarije en Griekenland.